# King's Bounty
King's Bounty este un joc video de strategie și rol lansat în anul 1990, dezvoltat de New World Computing. Conceput de Jon Van Caneghem, jocul a fost un precursor pentru seria populară de jocuri Heroes of Might and Magic. King's Bounty a fost inițial lansat pentru platformele MS-DOS, Apple II și Commodore 64 și a fost ulterior portat pe platformele Amiga, Sega Genesis și alte sisteme.

## Premisă și Poveste
Acțiunea jocului se desfășoară într-un regat fantastic în care jucătorul preia rolul unui erou însărcinat de regele Maximus să recupereze Sceptrul Ordinii, furat de o forță malefică. Jucătorul trebuie să înfrunte patru ticăloși principali, să adune bucăți de hartă și să lupte împotriva diverselor creaturi pentru a restabili pacea în regat.

## Gameplay
King's Bounty combină elemente de strategie turn-based și RPG. Jocul este împărțit în două componente principale:
- Explorare și Management: Jucătorul explorează harta suprapusă, unde poate descoperi orașe, castele, comori și alte locații importante. În timpul explorării, jucătorul recrutează armate, colectează resurse și îndeplinește misiuni.
- Lupte: Luptele au loc pe o hartă separată, împărțită în hexagoane. Jucătorul comandă trupele într-un sistem turn-based, unde fiecare unitate are abilități și caracteristici unice. Strategia și utilizarea eficientă a resurselor sunt esențiale pentru victorie.

## Clase și Unități
Jucătorii pot alege dintre patru clase de eroi: Cavaler, Paladin, Barbar și Vrăjitor. Fiecare clasă are abilități speciale și avantaje unice:
- Cavaler: Excelent în conducerea armatei și cu un bonus la moral.
- Paladin: Abilități mixte între luptă și magie.
- Barbar: Forță brută și capacitate de a comanda unități puternice.
- Vrăjitor: Expert în magie, cu acces la vrăji puternice.

Unitățile din joc variază de la creaturi simple, precum fermieri și arcași, până la ființe magice, cum ar fi dragoni și unicorni. Fiecare unitate are caracteristici specifice, inclusiv puncte de viață, putere de atac și abilități speciale. Fiecare erou poate recruta diverse unități pentru armata sa, variind de la creaturi umane, cum ar fi cavaleri și arcași, până la creaturi fantastice, precum dragoni și ciclopi. Fiecare unitate are caracteristici unice, inclusiv puncte de viață, putere de atac și viteză.

## Structura pe Ture
Jocul este structurat în ture, în care jucătorul și adversarii lor își fac mutările pe rând. Fiecare tură implică deplasarea pe hartă, angajarea în bătălii și gestionarea resurselor. Bătăliile se desfășoară pe o grilă de tip hexagonal, unde strategiile de poziționare și tipurile de unități sunt esențiale pentru victorie.a

## Harta și Explorare
Harta suprapusă este împărțită în patru continente, fiecare controlat de un ticălos principal. Explorarea este o componentă vitală a jocului. Jucătorii trebuie să cerceteze diferitele regiuni pentru a găsi artefacte, resurse și fragmente ale hărții. Există numeroase provocări și pericole de-a lungul drumului, inclusiv întâlniri cu bande de creaturi ostile și capcane.

## Obiectivul Final
Scopul principal al jocului este găsirea și recuperarea sceptrului regal înainte ca timpul să expire. Fiecare tură care trece apropie jucătorul de termenul limită, adăugând o presiune constantă asupra gestionării eficiente a timpului și resurselor.

## Economia și Resursele
Gestionarea resurselor este esențială în King's Bounty. Jucătorii colectează aur și alte resurse pentru a recruta și întreține armatele. Există și un sistem de comerț, unde jucătorii pot vinde și cumpăra unități și artefacte.

## Magia
Vrăjitorii și alte unități magice au acces la un set de vrăji care pot influența bătăliile sau pot modifica lumea jocului. Vrăjile includ atacuri directe, vrăji de protecție, invocații și alte efecte magice.

## Grafică și Sunet
Deși grafica și sunetul jocului sunt considerate simple după standardele moderne, ele au fost avansate pentru perioada respectivă. Versiunea pentru Sega Genesis, în special, a fost lăudată pentru grafica colorată și muzica captivantă.

## Recenzii și Criticăâ
La momentul lansării, King's Bounty a fost bine primit de critici și jucători deopotrivă. A fost lăudat pentru inovația sa, combinația de strategii și elemente RPG, precum și pentru profunzimea gameplay-ului. În anii care au urmat, jocul a fost recunoscut ca un clasic al genului său.

## Impact și Moștenire
King's Bounty este adesea considerat un pionier în genul său și a avut o influență semnificativă asupra jocurilor de strategie și rol care au urmat. Succesul său a dus la dezvoltarea seriei Heroes of Might and Magic, care a continuat să îmbunătățească formula originală

### Versiuni și Porturi
Jocul a fost portat pe mai multe platforme, inclusiv:
- Amiga: Această versiune a beneficiat de îmbunătățiri grafice și sonore.
- Sega Genesis: Una dintre cele mai populare versiuni, cunoscută pentru grafica vibrantă și gameplay-ul rafinat.
- MS-DOS: Versiunea originală pentru PC, care a setat standardul pentru joc.

King's Bounty rămâne un titlu important în istoria jocurilor video, recunoscut pentru inovațiile sale și influența asupra jocurilor de strategie și rol. Deși tehnologia a avansat semnificativ de la lansarea sa, mecanicile și designul jocului continuă să fie apreciate de fanii genului.
King's Bounty a avut un impact semnificativ asupra genului de jocuri de strategie pe ture. Multe dintre mecanicile introduse în acest joc au fost ulterior perfecționate și extinse în seria Heroes of Might and Magic. De asemenea, King's Bounty a primit remake-uri și continuări în anii următori, consolidându-și locul în istoria jocurilor video.